# Квитатиани, Торнике Гурамович
То́рнике Гура́мович Квитатиа́ни  (род. 15 августа 1992, Сухуми) — российский борец вольного стиля, актёр и певец грузинского происхождения. Член сборной России по вольной борьбе. Обладатель кубка Европы по вольной борьбе. Участник телешоу «Голос» на «Первом канале». Участник шоу «Новые Звёзды в Африке» на телеканале ТНТ. Победитель шоу «Вызов» и «Выжить в Самарканде. Игра сезонов» на «ТНТ». Участник шоу «Выжить в Дубае» на «ТНТ».

## Биография
Торнике Квитатиани родился 15 августа 1992 года в Сухуми в семье Гурама Вахтанговича Квитатиани и Лали Нодариевны Чемия. В этом же году семья была вынуждена переехать в Москву из-за того, что началась грузино-абхазская война. Там Торнике поступил в школу № 1132 (сейчас № 1371) Крылатского района и начал заниматься в клубе ЦСКА (1999).
После 9-го класса поступил в колледж Московскую инженерную школу метрологии и качества на экономический факультет направления «Менеджмент», а после трёх лет обучения поступил на экономический факультет Российской академии народного хозяйства и государственной службы при Президенте Российской Федерации.
Музыкальный талант стал проявляться у Торнике уже в подростковом возрасте. К 18 годам он освоил игру на грузинском инструменте пандури и стал всё больше времени уделять этому увлечению, занимаясь пением. Кроме этого, Торнике любит играть в настольный теннис, футбол и русский бильярд.

### Спортивные достижения
- 2017 — Обладатель Кубка Европы (Алроса)
- 2016 — Серебряный призёр Абсолютного Чемпионата России
- 2015 — Серебряный призёр Абсолютного Чемпионата России
- 2011 — Призёр первенства России среди юниоров
- Многократный победитель и призёр международных турниров
- Многократный победитель Чемпионатов Москвы
- Мастер спорта по вольной борьбе[4]

### Музыкальная карьера
Торнике играет на пандури и гитаре. Так, в 2015 году он в качестве подработки стал выступать в ресторане «Беби Джоли», а уже в 2016 году подал заявку на шоу «Голос-5» на «Первом канале». Получив приглашение на кастинг и успешно пройдя его, стал четвертьфиналистом проекта в составе команды Димы Билана. Несколько раз приглашался на выступления команды КВН «Борцы» Сургут, в том числе на «Голосящем КиВиНе-2018» (команда завоевала «КиВиН в золотом» — высшую награду фестиваля) и КиВиНе-2019 («КиВиН в тёмном» — третья награда).

### Дискография
|   | Год  | Название сингла   |
| - | ---- | ----------------- |
| 1 | 2017 | Я просто люби     |
| 2 | 2018 | Мама              |
| 3 | 2019 | Deda              |
| 4 | 2019 | Ты мне скажешь да |
| 5 | 2022 | Молодая           |

### Фильмография
| Год  |   | Название                                   | Роль                                    |
| ---- | - | ------------------------------------------ | --------------------------------------- |
| 2018 | ф | На Париж                                   | Каха Бакрадзе                           |
| 2021 | ф | Горячая точка-2                            | Амиран                                  |
| 2022 | ф | Добро пожаловать в семью                   | Кика                                    |
| 2023 | ф | Добро пожаловать в семью: Повар из Неаполя | Кика                                    |
| 2024 | с | Игры                                       | Мухаммад, спортсмен-боец из Афганистана |